# Dario Cavaliere
Dario Cavaliere (16 de marzo de 1997) es un deportista italiano que compite en esgrima, especialista en la modalidad de sable. Ganó una medalla en el Campeonato Mundial de Esgrima de 2017, en la prueba por equipos.

## Palmarés internacional
| Campeonato Mundial | Campeonato Mundial | Campeonato Mundial | Campeonato Mundial |
| Año                | Lugar              | Medalla            | Prueba             |
| ------------------ | ------------------ | ------------------ | ------------------ |
| 2017               | Leipzig (Alemania) | Medalla de bronce  | Sable por equipos  |